# اس‌دی اطلس
اس‌دی اطلس (به انگلیسی: SD Atlas) یک کشتی است که طول آن ۲۱٫۳ متر (۷۰ فوت) می‌باشد.